# The Ladd Company
The Ladd Company è stata una casa di produzione e distribuzione cinematografica statunitense.

## Storia
La società fu fondata nel 1979 da Alan Ladd, Jr. I primi successi della The Ladd Company furono film memorabili come Momenti di gloria (1981, distribuzione), Uomini veri (1983), Blade Runner (1982), C'era una volta in America (1984, distribuzione), Scuola di polizia (1984) e Scuola di polizia 2 - Prima missione (1985).
Nel 1985 la The Ladd Company ha cessato di esistere a causa dei nuovi impegni di Ladd chiamato a gestire gli MGM/UA Studios. Nel 1993 fu rifondata con l'aiuto della Paramount Pictures.

### Storia recente
Sotto questa nuova egida, la The Ladd Company torna sulla cresta dell'onda con nuovi successi, tra cui il pluripremiato colossale di Mel Gibson, Braveheart - Cuore impavido (1995), e La maschera di ferro (1998).
Nel 2001 la The Ladd Company scinde il rapporto con la Paramount Pictures per poter produrre film come studio indipendente. Con questo nuovo assetto, la The Ladd Company firma titoli importanti come Il vento del perdono (2005) di Lasse Hallström e il premiato Gone Baby Gone di Ben Affleck (2007), entrambi co-prodotti insieme a Miramax Films. 
Il 2007 fu comunque l'ultimo anno di vita del marchio, che da allora non è stato più utilizzato.

## Filmografia

### Produzioni
- Divine Madness (Bette Midler is Divine Madness) (1980)
- Atmosfera zero (Outland) (1981)
- Brivido caldo (Body Heat) (1981)
- Looker (1981)
- Blade Runner (1982)
- Night Shift - Turno di notte (Night Shift) (1982)
- Love Child (1982)
- Cinque giorni una estate (Five Days One Summer) (1982)
- Un incurabile romantico (Lovesick) (1983)
- Star 80 (1983)
- Uomini veri (The Right Stuff) (1983)
- Scuola di polizia (Police Academy) (1984)
- Dimensione inferno (Purple Hearts) (1984)
- Scuola di polizia 2 - Prima missione (Police Academy 2: Their First Assignment) (1985)
- Prigione modello (Doin' Time) (1985)
- Braveheart - Cuore impavido (Braveheart) (1995)
- The Phantom (1996)
- A Very Brady Sequel (1996)
- Il vento del perdono (An Unfinished Life) (2005)
- Gone Baby Gone (2007)

### Distribuzione
- Divine Madness (Bette Midler is Divine Madness) (1980)
- Momenti di gloria (Chariots of Fire) (1981)
- Atmosfera zero (Outland) (1981)
- Looker (1981)
- Night Shift - Turno di notte (Night Shift) (1982)
- Love Child (1982)
- Un incurabile romantico (Lovesick) (1983)
- Star 80 (1983)
- Twice Upon a Time, regia di John Korty (1983)
- Uomini veri (The Right Stuff) (1983)
- C'era una volta in America (Once Upon a Time in America) (1984)
- Mike's Murder (1984)
- Scuola di polizia (Police Academy) (1984)
- Dimensione inferno (Purple Hearts) (1984)